# OK Savings Bank Rush & Cash Volleyball Club 2015-2016
Questa voce raccoglie le informazioni riguardanti l'OK Savings Bank Rush & Cash Volleyball Club nelle competizioni ufficiali della stagione 2015-2016.

## Organigramma societario
Area direttiva
- Presidente: Choi Yoon

Area tecnica
- Allenatore: Kim Se-jin
- Allenatore in seconda: Suk Jin-wook, Yoon Yeo-jin, Lee Tae-ho

## Rosa
| N° | Nome              | Ruolo | Data di nascita  | Nazionalità sportiva |
| -- | ----------------- | ----- | ---------------- | -------------------- |
| 1  | Song Myung-geun   | S     | 12 marzo 1993    | Corea del Sud        |
| 2  | Kwak Myung-woo    | P     | 8 aprile 1991    | Corea del Sud        |
| 3  | Jeong Seong-hyeon | L     | 18 maggio 1991   | Corea del Sud        |
| 4  | Kim Chun-jae      | P     | 9 gennaio 1989   | Corea del Sud        |
| 5  | Jo Guk-gi         | L     | 11 marzo 1989    | Corea del Sud        |
| 6  | Lee Min-gyu       | P     | 3 dicembre 1992  | Corea del Sud        |
| 7  | Kim Kyu-min       | C     | 28 dicembre 1990 | Corea del Sud        |
| 8  | Jang Jun-ho       | C     | 2 novembre 1990  | Corea del Sud        |
| 9  | Kim Jong-hun      | C     | 18 marzo 1982    | Corea del Sud        |
| 10 | Kang Young-jun    | S     | 27 febbraio 1987 | Corea del Sud        |
| 11 | Park Won-bin      | C     | 7 aprile 1992    | Corea del Sud        |
| 12 | Jeon Byeong-seon  | O     | 25 aprile 1992   | Corea del Sud        |
| 13 | Robertlandy Simón | O     | 11 giugno 1987   | Cuba                 |
| 14 | Song Hui-chae     | S     | 29 aprile 1992   | Corea del Sud        |
| 15 | Bae Hong-hui      | L     | 10 marzo 1991    | Corea del Sud        |
| 16 | Shin Kyeong-seop  | S     | 28 agosto 1991   | Corea del Sud        |
| 17 | Park Ki-hyeon     | L     | 7 gennaio 1994   | Corea del Sud        |
| 18 | Han Sang-gil      | C     | 5 settembre 1987 | Corea del Sud        |
| 19 | Cheon Jung-beom   | C     | 18 dicembre 1993 | Corea del Sud        |
| 20 | Lee Si-mon        | S     | 9 novembre 1992  | Corea del Sud        |

## Statistiche

### Statistiche di squadra
| Competizione | Punti | In casa | In casa | In casa | In trasferta | In trasferta | In trasferta | Totale | Totale | Totale |
| Competizione | Punti | G       | V       | P       | G            | V            | P            | G      | V      | P      |
| ------------ | ----- | ------- | ------- | ------- | ------------ | ------------ | ------------ | ------ | ------ | ------ |
| V-League     | 71    | 21      | 16      | 5       | 21           | 12           | 9            | 42     | 28     | 14     |
| Coppa KOVO   | -     | -       | -       | -       | -            | -            | -            | 5      | 3      | 2      |
| Totale       | -     | 21      | 16      | 5       | 21           | 12           | 9            | 47     | 31     | 16     |

G = partite giocate; V = partite vinte; P = partite perse

### Statistiche dei giocatori
| Giocatore  | Campionato | Campionato | Campionato | Campionato | Campionato | Coppa KOVO | Coppa KOVO | Coppa KOVO | Coppa KOVO | Coppa KOVO | Totale | Totale | Totale | Totale | Totale |
| Giocatore  | P          | PT         | AV         | MV         | BV         | P          | PT         | AV         | MV         | BV         | P      | PT     | AV     | MV     | BV     |
| ---------- | ---------- | ---------- | ---------- | ---------- | ---------- | ---------- | ---------- | ---------- | ---------- | ---------- | ------ | ------ | ------ | ------ | ------ |
| Bae H.h.   | 0          | 0          | 0          | 0          | 0          | 1          | 0          | 0          | 0          | 0          | 1      | 0      | 0      | 0      | 0      |
| Cheon J.b. | 8          | 4          | 2          | 2          | 0          | -          | -          | -          | -          | -          | 8      | 4      | 2      | 2      | 0      |
| Han S.g.   | 23         | 92         | 59         | 20         | 13         | 5          | 31         | 23         | 5          | 3          | 28     | 123    | 82     | 25     | 16     |
| Jang J.h.  | 10         | 17         | 12         | 4          | 1          | 5          | 2          | 2          | 0          | 0          | 15     | 19     | 14     | 4      | 1      |
| Jeon B.s.  | 37         | 25         | 20         | 0          | 5          | 1          | 0          | 0          | 0          | 0          | 38     | 25     | 20     | 0      | 5      |
| Jeong S.h. | 40         | 0          | 0          | 0          | 0          | 5          | 0          | 0          | 0          | 0          | 45     | 0      | 0      | 0      | 0      |
| Jo G.g.    | 33         | 0          | 0          | 0          | 0          | 5          | 0          | 0          | 0          | 0          | 38     | 0      | 0      | 0      | 0      |
| Kang Y.j.  | 21         | 82         | 76         | 3          | 3          | 5          | 88         | 82         | 5          | 1          | 26     | 170    | 158    | 8      | 4      |
| Kim C.j.   | 42         | 4          | 0          | 0          | 4          | 5          | 0          | 0          | 0          | 0          | 47     | 4      | 0      | 0      | 4      |
| Kim J.h.   | 38         | 64         | 45         | 12         | 7          | -          | -          | -          | -          | -          | 38     | 64     | 45     | 12     | 7      |
| Kim K.m.   | 23         | 69         | 49         | 10         | 10         | 5          | 28         | 14         | 11         | 3          | 28     | 97     | 63     | 21     | 13     |
| Kwak M.w.  | 32         | 16         | 3          | 9          | 4          | 4          | 1          | 0          | 1          | 0          | 36     | 17     | 3      | 10     | 4      |
| Lee M.g.   | 26         | 38         | 15         | 14         | 9          | 5          | 12         | 4          | 4          | 4          | 31     | 50     | 19     | 18     | 13     |
| Lee S.m.   | 13         | 10         | 10         | 0          | 0          | -          | -          | -          | -          | -          | 13     | 10     | 10     | 0      | 0      |
| Park K.h.  | 7          | 0          | 0          | 0          | 0          | -          | -          | -          | -          | -          | 7      | 0      | 0      | 0      | 0      |
| Park W.b.  | 41         | 213        | 116        | 84         | 13         | 5          | 8          | 4          | 4          | 0          | 46     | 221    | 120    | 88     | 13     |
| Shin K.s.  | 25         | 52         | 40         | 7          | 5          | 3          | 15         | 15         | 0          | 0          | 28     | 67     | 55     | 7      | 5      |
| R. Simón   | 42         | 1096       | 883        | 113        | 100        | -          | -          | -          | -          | -          | 42     | 1096   | 883    | 113    | 100    |
| Song H.c.  | 40         | 285        | 209        | 52         | 24         | 5          | 41         | 28         | 9          | 4          | 45     | 326    | 237    | 61     | 28     |
| Song M.g.  | 41         | 672        | 580        | 36         | 56         | 5          | 97         | 89         | 6          | 2          | 46     | 769    | 669    | 42     | 58     |

P = presenze; PT = punti totali; AV = attacchi vincenti; MV = muri vincenti; BV = battute vincenti